# Универзитет Темпл
Универзитет Темпл (енгл. Temple University) је државни универзитет у Филаделфији. Основао га је 1884. године баптистички свештенослужитељи Расел Конвел. Од 1907. носи данашњи назив.